# Bart Bowen
Bart Bowen (* 22. April 1967 in Austin, Texas) ist ein ehemaliger US-amerikanischer Profi-Radrennfahrer. Seine größten Erfolge waren die Gesamtsiege bei der Herald Sun Tour sowie der Tour of Japan. Ferner sicherte er sich in den 1990er Jahren zwei nationale US-amerikanische Meistertitel im Straßenrennen. Ab 1998 trat Bowen vermehrt im Cyclocross an und konnte auch in dieser Disziplin einige Siege feiern. Unter anderem wurde er im Jahr 2000 US-amerikanischer Vizemeister.

## Palmarès
1990
- Gesamtwertung Tour of Palm Springs

1992
- Melbourne–Mount Buller
- TD Bank International Championship
- Gesamtwertung Herald Sun Tour
- US-amerikanischer Meister – Straßenrennen

1993
- Gesamtwertung Cascade Cycling Classic

1995
- eine Etappe West Virginia Classic

1996
- zwei Etappen Fresca Classic

1997
- eine Etappe Cascade Cycling Classic
- eine Etappe und Gesamtwertung Tour of Japan
- Gesamtwertung Tour of the Gila
- US-amerikanischer Meister – Straßenrennen

1998
- zwei Etappen Cascade Cycling Classic

1999
- Gesamtwertung Fitchburg Longsjo Classic